# Neison (Mondkrater)
Neison ist ein Einschlagkrater am nordöstlichen Rand der Mondvorderseite. Er liegt südöstlich des Kraters Meton und westlich von Arnold.
| Buchstabe | Position           | Durchmesser | Link |
| --------- | ------------------ | ----------- | ---- |
| A         | 67,36° N, 26,67° O | 9 km        |      |
| B         | 67,37° N, 25,74° O | 8 km        |      |
| C         | 66,92° N, 22,96° O | 10 km       |      |
| D         | 67,91° N, 22,46° O | 5 km        |      |

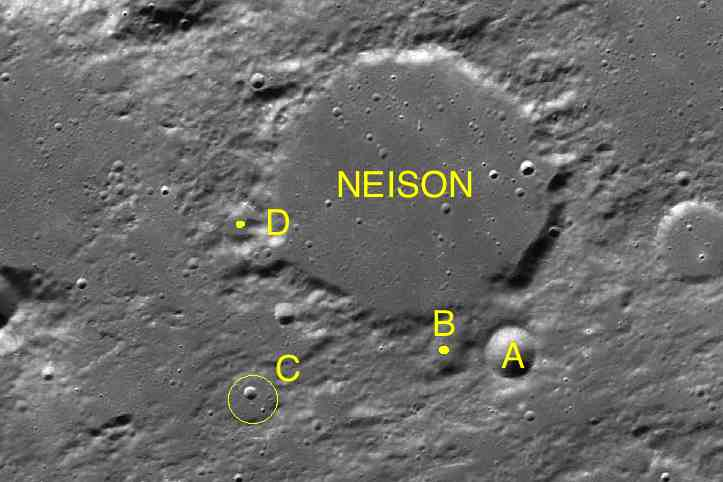
Neison und seine Nebenkrater

Der Krater wurde 1935 von der IAU nach dem britischen Astronomen und Selenographen Edmund Neison (eigentlich Edmund Neville Nevill) offiziell benannt.